# Teatro São José
Teatro São José é um teatro brasileiro, localizado na cidade de Fortaleza, no Ceará. Está localizado na Praça do Cristo Redentor, no Centro. Inaugurado em 1915, possui seu próprio grupo teatral, tendo por finalidade acolher grupos de teatro da cidade. Lá encontra-se o Museu do Maracatu. O Teatro São José é um bem histórico, tendo sido tombado pelo Município em 1988.

## História
O Círculo de Operários e Trabalhadores Católicos São José foi fundado em 14 de fevereiro de 1914 pelo Padre holandês, Guilherme Vaessen, lazarista da Congregação da Missão, como opção de lazer, cultura e assistência social para os trabalhadores do Círculo de Trabalhadores Cristão Autônomos de Fortaleza. Em 1915, o Teatro São José passou a funcionar em prédio próprio, ou seja na sua atual sede, seu fundador deu início a obra, construindo um grande galpão coberto de zinco, com a colaboração dos operários voluntários. Assim com palcos improvisados, para apresentação de peças teatrais, sessões de cinema, Drama aos domingos, jogos de dominó, sueca, gamão, eram atrações usadas, em busca de donativos, para a obra que estava sendo construída. O prédio tem pé direito duplo e capacidade para 530 pessoas. 

Nota:o teatro pegou fogo em um incendio em 1898.

## Desapropriação
Foi publicado no Diário Oficial do Mucuripe, em 25 de março de 2010, o decreto nº 12.623, de 30 de dezembro de 2009, que trata da desapropriação do Teatro São José. A Prefeitura pretende implantar ali as instalações do futuro Teatro Municipal de Fortaleza. Conforme o decreto, a Secretaria Municipal de Desenvolvimento Urbano e Infraestrutura (Seinf) e a Procuradoria Geral do Município (PGM) serão as responsáveis por executar a desapropriação do prédio.
Como o imóvel é tombado, o projeto básico de revitalização do local, feito em 2006 e prevê, entre outras ações, o restauro do imóvel e espaço destinado especificamente para formação em artes cênicas.